# Mother (ET-KINGの曲)
「mother」（マザー）は、日本のJ-POPユニット、ET-KINGの17枚目（メジャー15枚目）のシングルである。発売元はユニバーサルミュージック。

## 楽曲紹介
サッカー選手の長友佑都と彼の母との親子の絆をテーマにした、母から子への想いが詰まった曲。母親の存在の大きさを感じさせる。

## 収録曲
1. mother(5:15)
作詞:ET-KING、
作曲:GRP
編曲:GRP 、森俊也
TBS系テレビ「スーパーサッカー」4・5月度エンディングテーマ
2. 手(4:21)
作詞:KLUTCH
作曲:KLUTCH、DJ BOOBY
編曲:DJ BOOBY
3. mother(Instrumental)
4. 手(Instrumental)

## 収録アルバム
- 家族歌集　♯1
- 20th Anniversary ALL TIME BEST -Journey-(通常盤) ♯2